# Ħaġar Qim
Ħaġar Qim – stanowisko archeologiczne w Republice Malty. Zachowały się tu pozostałości megalitycznych świątyń, datowanych na IV i III tysiąclecie p.n.e. Kompleks odsłonięto w 1839 roku. W 1992 roku wpisano go na listę światowego dziedzictwa UNESCO.
Stanowisko archeologiczne znajduje się na południowym wybrzeżu wyspy Malta na zboczu łagodnie opadającym do morza naprzeciw wysepki Filfla. Około 300 metrów dalej w kierunku morza położona jest inna megalityczna świątynia Mnajdra. Obydwa kompleksy ruin znajdują się w niezabudowanej, opuszczonej części wyspy (w odróżnieniu od kompleksu Ħal Tarxien, położonego w środku miasta). 
Kompleks Ħaġar Qim składał się pierwotne z czterech świątyń, z których najlepiej zachowała się południowa. W jednej z apsyd głównej świątyni jest niewielki otwór przez który w dniu przesilenia letniego wpadają promienie wschodzącego słońca. 
Na terenie świątyni znajduje się tu monolit wysoki na 3 metry i szeroki na 6 metrów. Jego waga sięga 20 ton. Inny monolit (menhir) mierzy około 5 metrów wysokości. 
Na terenie kompleksu znaleziono wiele figurek, z których najważniejsza jest tzw. Maltańska Wenus.
Świątynia została wpisana na listę National Inventory of the Cultural Property of the Maltese Islands pod numerem 00025.